# Sukhavati

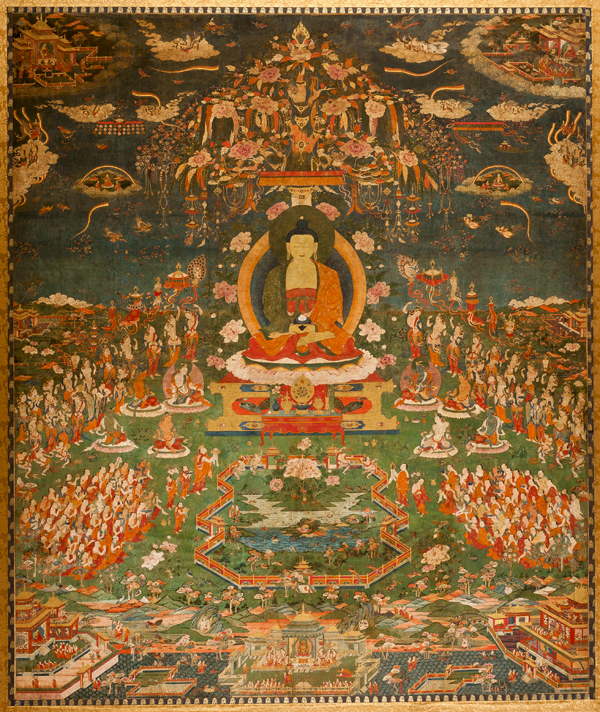
Amitabha en el paraíso Sukhavati. Cerca de 1700's.

Sukhāvatī  es el nombre de la escuela budista mahayana de la Tierra Pura en occidente. Sukhāvatī se puede traducir como la tierra de la dicha, o Mundo de la Felicidad Suprema. Sukhāvatī se describe más ampliamente en los tres Sutras de la Tierra Pura.

## Descripción de la Tierra Pura según Buda Shakyamuni
Shakyamuni (Buda Gautama), se refiere a la Tierra de Suprema Felicidad de Suhkavathi, en el Sutra de Amita, de la siguiente manera:

Shariputra. ¿Por qué esa tierra se llama ‘Suprema Felicidad’?
En aquel país no hay seres que sufran, los seres sólo gozan de toda clase de felicidad, por eso se llama ‘Suprema Felicidad’. Además, Shariputra, la Tierra de Suprema Felicidad está completamente rodeada por siete filas de barandas, siete cortinajes de redes decorativas y siete hileras de árboles, todos formados de los cuatro tesoros. Por eso, aquel país se llama Suprema Felicidad.
Además, Shariputra, la Tierra de Suprema Felicidad tiene estanques hechos de las siete joyas, llenos con agua de las ocho cualidades meritorias.

## En otros idiomas
En los países budistas tradicionales que practican el vehículo del Mahayana (Vehículo grande), hay un número de traducciones para Sukhavathi. El nombre tibetano para Sukhāvatī es Dewachen (བདེ་བ་ཅན་,). En chino se llama Jílè (極樂, última dicha), Ānlè (安樂, dicha pacífica), o Xītiān (西天, cielo occidental). En japonés se llama Gokuraku (極楽, última dicha) o Anraku (安楽,, dicha pacífica).

## Nueve niveles de nacimiento
En la parte final del Sutra Amityabha, el Buda Shakyamuni expone los 9 niveles en los cuales esos nacidos bajo esa tierra pura se categorizan. Los niveles se alinean de lo más arriba posible a lo más bajo posible como sigue:
1. Los del más alto nivel del grado más alto
2. Los del nivel medio del grado más alto
3. Los del nivel más bajo del grado más alto
4. Los del más alto nivel del grado medio
5. Los del nivel medio del de grado medio
6. Los del nivel más bajo del de grado medio
7. Los del más alto nivel de la calidad más inferior
8. Los del nivel medio de la calidad más inferior
9. Los nivel más bajo de la calidad más inferior